# Щёткин, Дмитрий Сергеевич
Дмитрий Сергеевич Щёткин (29 августа 1851, Рязань, Российская империя — 1923, Крым, РСФСР, СССР) — российский врач-акушер, учёный, один из первых определивший признак раздражения брюшины, позже названный симптомом Щёткина — Блю́мберга.

## Биография
Родился в семье губернского архитектора. После окончания 1-й Рязанской мужской классической гимназии (1871) поступил в Петербургскую медико-хирургическую академию, которую окончил со званием лекаря в 1877 г. Работал ординатором тыловых госпиталей во время русско-турецкой войны 1877—1878 гг.
В 1879 г. проходил годичную стажировку по хирургии и акушерству в Клиническом военном госпитале (г.Санкт-Петербург)
С 1880 по 1902 г. служил ординатором, а впоследствии и старшим (главным) врачом Рязанской губернской земской больницы. Организатор акушерско-гинекологической службы в Рязанской губернии, принимал активное участие в работе Медицинского общества, занимался научной деятельностью.

В 1889 г. в Петербургской медико-хирургической академии защитил диссертацию на степень доктора медицины «Об условиях, благоприятствующих развитию тромбоза вен после овариотомии».

С 1902 по 1917 работал старшим врачом Пензенской губернской земской больницы.
После революции, переехал в Крым, где и умер в 1923 г.

## Награды
Орден Святого Станислава 3-й степени, орден Святой Анны 2-й степени, орден Святого Станислава 2-й степени.